# دونالد إم. ديفيس
دونالد إم. ديفيس هو سياسي أمريكي، ولد في 5 يونيو 1915 في Fairchance, Pennsylvania ‏ في الولايات المتحدة، وتوفي في 23 أكتوبر 1976. نشط حزبياً في الحزب الديمقراطي. وقد انتخب عضو مجلس نواب بنسيلفانيا ‏.